# Meredith Salenger
Meredith Salenger, född 14 mars 1970 i Malibu, Kalifornien, är en amerikansk skådespelare.
Salenger har bland annat medverkat i filmerna Jordi Arias: Dirty Little Secret och Lake Placid. Hon har även medverkat i TV-serien Star Wars: Tales of the Empire.

## Filmografi (i urval)
- 1985 – Natty Gann och varghunden
- 1998 – No Code of Conduct
- 1999 – Lake Placid
- 2008 – Jodi Arias: Dirty Little Secret
- 2024 – Star Wars: Tales of the Empire (TV-serie)